# Rex A. Jubb
Rex A. Jubb, född 1905, död 1987, var en meteorolog ursprungligen baserad i Zimbabwe som också vetenskapligt beskrivit ett antal arter av afrikanska sötvattensfiskar. Han har också skrivit en del böcker i ämnet. Arterna Barbus jubbi, Hypsopanchax jubbi och Nothobranchius jubbi  är uppkallade efter Jubb.

## Urval av arter beskrivna av Jubb
- Barbus barnardi Jubb, 1965
- Barbus brevipinnis Jubb, 1966
- Barbus tangandensis Jubb, 1954
- Chetia brevis Jubb, 1968
- Chiloglanis bifurcus Jubb & Le Roux, 1969
- Chiloglanis emarginatus Jubb & Le Roux, 1969
- Clariallabes platyprosopos Jubb, 1965
- Clypeobarbus bellcrossi (Jubb, 1965)
- Labeo lunatus Jubb, 1963
- Nothobranchius furzeri Jubb, 1971
- Nothobranchius kirki Jubb, 1969
- Parakneria mossambica Jubb & Bell-Cross, 1974
- Serranochromis meridianus Jubb, 1967
- Varicorhinus pungweensis Jubb, 1959